# Festival de Peralada

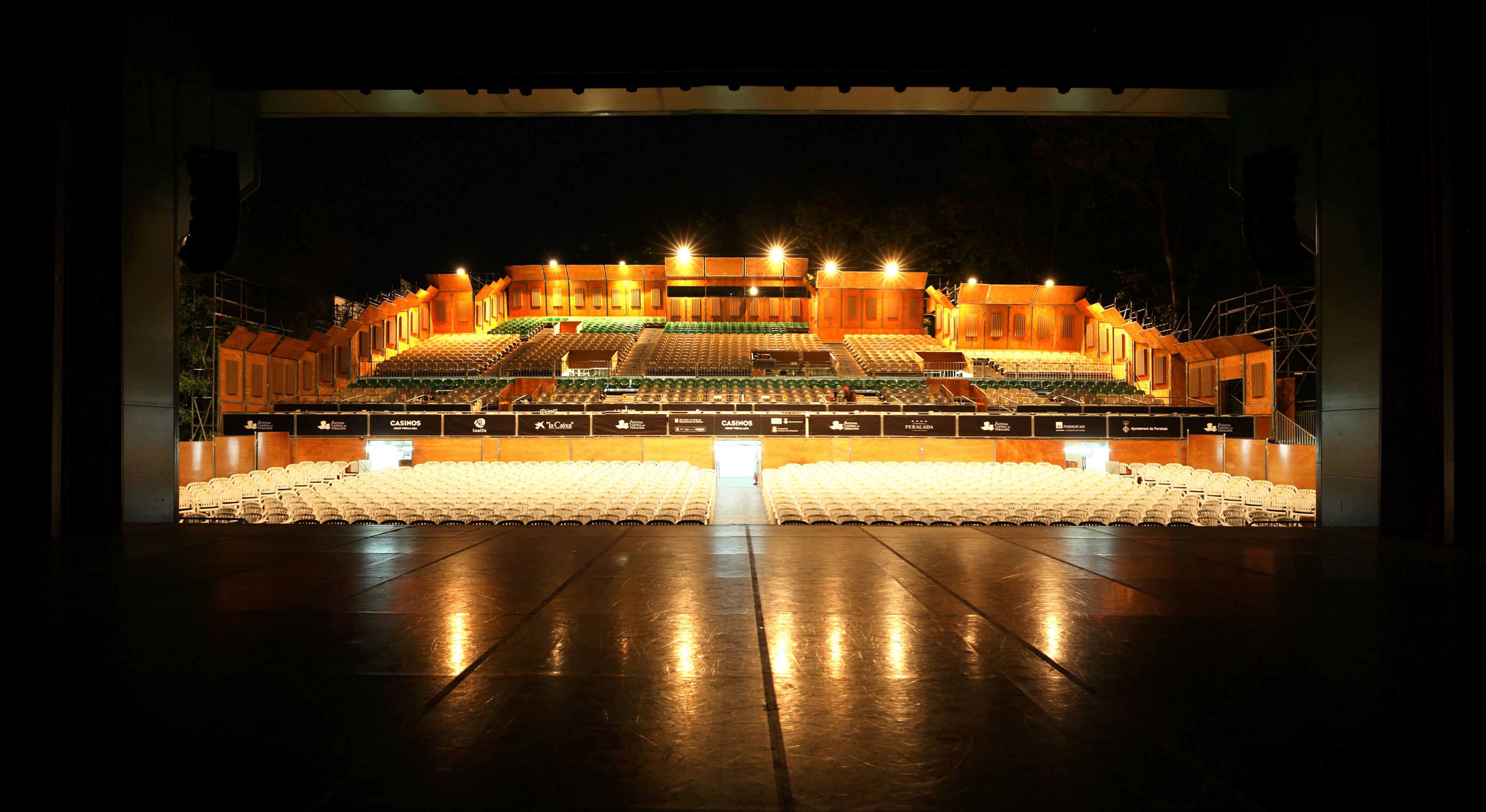
Das Auditorium im Park des Castell de Peralada (Sicht von der Bühne her)

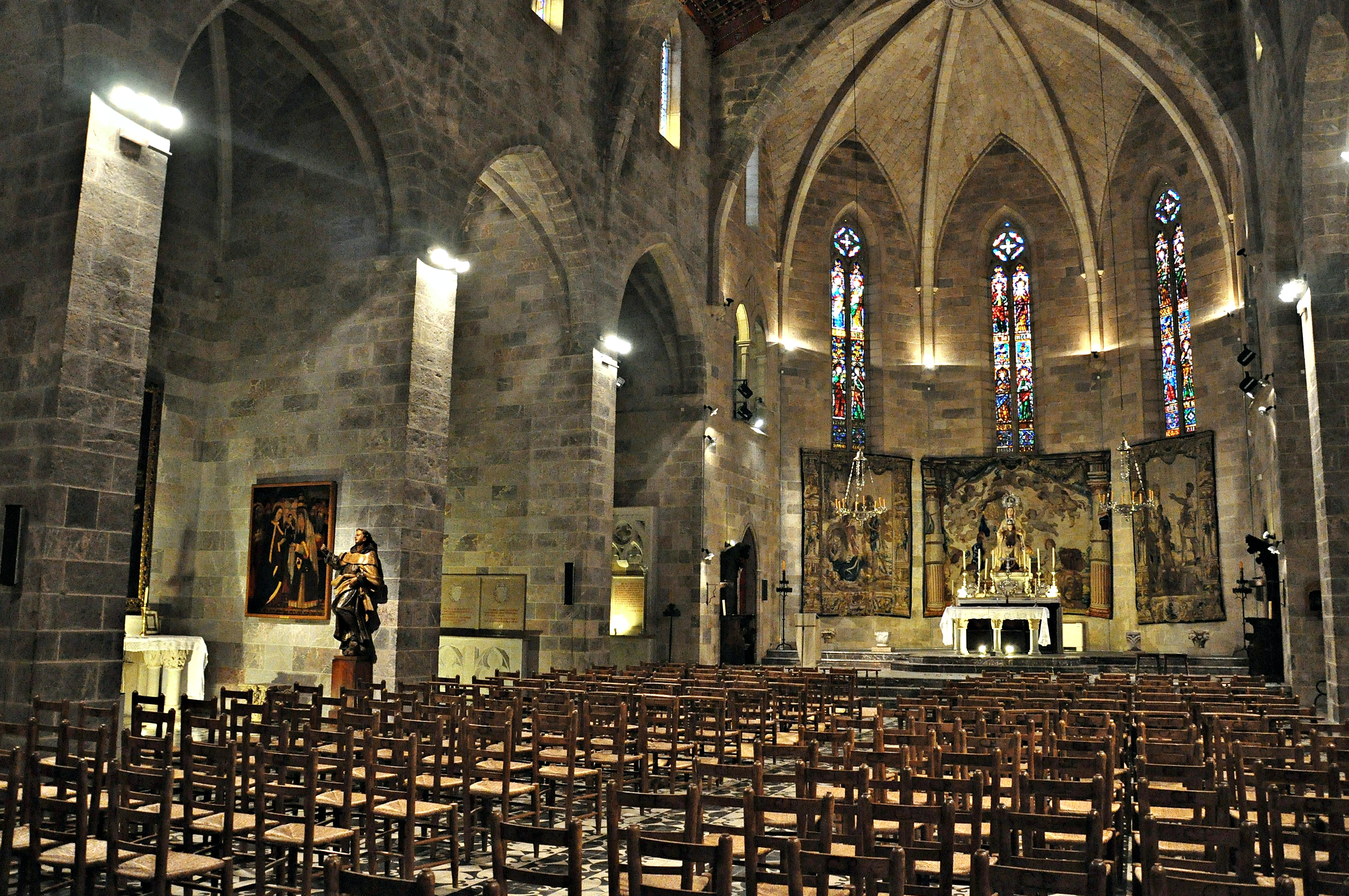
Die gotische Kirche El Carme, in der Kammerkonzerte gegeben werden

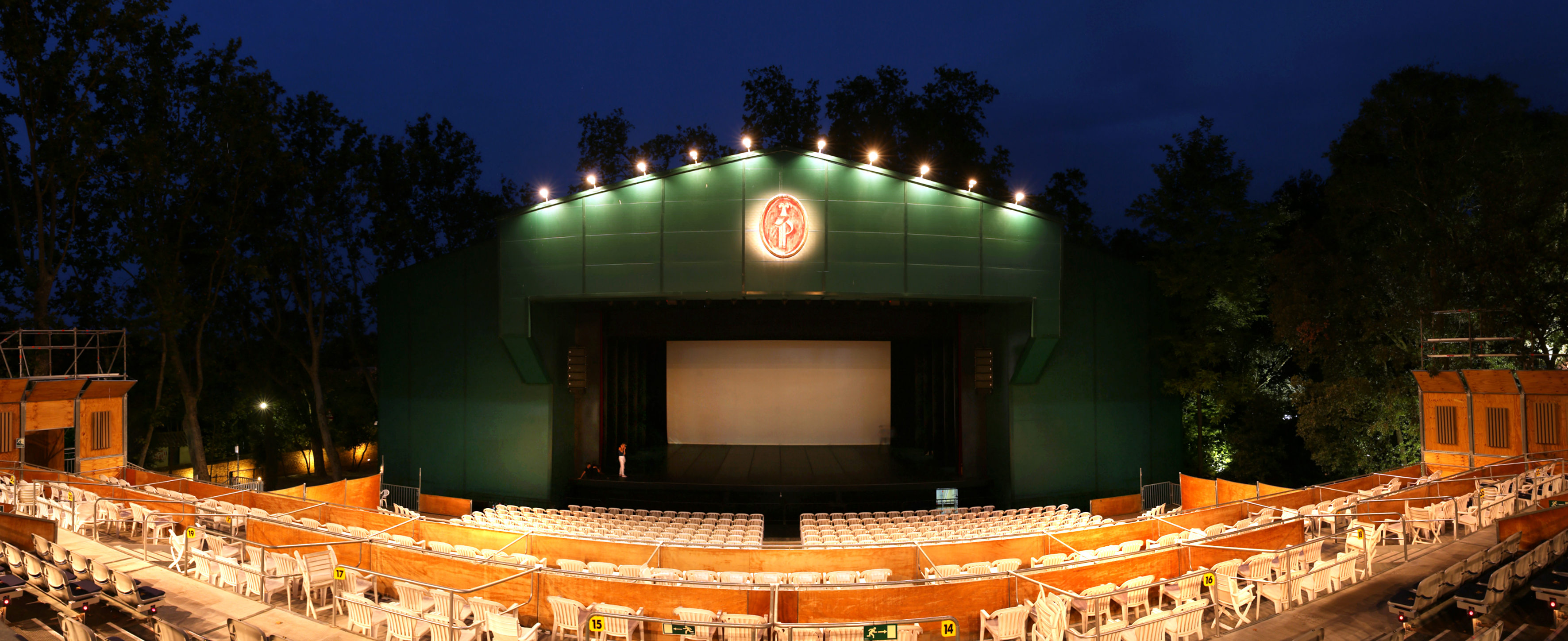
Das Auditorium im Park des Castell de Peralada (Sicht auf die Bühne)

Das Festival de Peralada oder offiziell das Festival Internacional de Música Castell de Peralada ist ein Festival für klassische Musik, das seit 1987 jährlich im Juli und August im Schloss Peralada in der Provinz Girona im Nordosten Spaniens gefeiert wird.

## Ort
Das Fest findet in dem mittelalterlichen, zwischen der Costa Brava und der Stadt Figueres gelegenen Ort Peralada statt. Der Sitz des Festivals, das mittelalterliche Schloss Peralada, wurde 1923 von dem Barceloneser Industriellen Miquel Mateu i Pla erworben und beherbergt derzeit das Casino von Peralada, ein Gläser- und ein Weinbaumuseum, eine große Bibliothek sowie ein gotisches Kloster nebst zugehöriger Kirche. Der Ort liegt ca. 150 Kilometer nordöstlich von Barcelona. Er ist über die Autobahn oder den Schnellzug AVE von Figueres gut erreichbar. Die Anfahrt von den nächstgelegenen Flughäfen Girona bzw. Perpignan dauert jeweils etwa 30 Minuten.

## Geschichte
Die Kunstmäzenin Carme Mateu gründete 1987 mit ihrem Mann Artur Suqué dieses Klassische-Musik-Festival. Seit dem Tod von Carme Mateu im Januar 2018 leiten ihre Kinder Javier, Miguel und Isabel Suqué i Mateu die Stiftung Castell de Peralada, die auch das Festival organisiert. Größere Konzertevents finden als „Nächte in Spanischen Gärten“ im Auditorium des Schlossparkes statt. Rezitals, Kammerkonzerte oder kleinformatige Opern finden in der gotischen Kirche El Carme statt.
Das Festival widmet sich großen Stimmen, Symphonie-, Chor- und Kammerkonzerten, Opern, sowie genreübergreifenden Musik-, Theater-, Tanz-, Jazz- und Popmusikveranstaltungen. 1992 trat das Festival der European Festivals Association (EFA) bei. Es festigte dadurch neben Klassischen-Musik-Festivals wie denen von Bayreuth, Florenz oder Salzburg seinen Namen und seine Bedeutung. 2006 trat es auch der Associació Espanyola de Teatres, Festivals i Temporades d’Òpera, der Spanischen Vereinigung von Theater, Festival und Oper, bei. Seit 2007 ist das Festival von Peralada auch Mitglied der Associació Espanyola de Festivals de Música Clàssica, der Spanischen Gesellschaft von Festivals der Klassischen Musik.

## Bedeutung
Carme Mateu setzte als Kunstliebhaberin von Anfang an großes Vertrauen in die Fähigkeiten der organisatorischen und künstlerischen Teams des Musikfestivals. Sie vermittelte ihr enges Vertrauensverhältnis zu Künstlern wie Montserrat Caballé, José Carreras, Jaume Aragall, Placido Domingo oder Teresa Berganza an das Festival. Sie erreichte, dass das Festival mit dem Namen großer Musiker wie Xavier Montsalvatge, Albert García Demestres oder Albert Guinovart und großer Theaterleute wie Mario Gas, Calixte Bieito oder Joan Anton Rechi assoziiert wurde und wird.
Carme Mateu zeigte gegenüber jeder künstlerischen Äußerung hohe Bewunderung und Respekt. Sie schätzte über alles die künstlerische Kreativität. Sie selbst setzte durch ihre Entscheidungen neue avantgardistische Tendenzen in der darstellenden Kunst. Ein besonderes Anliegen war ihr immer auch die Förderung des künstlerischen Nachwuchses.
Vor diesem Hintergrund muss der dauernde künstlerische Erfolg des Festivals von Peralada gesehen werden.